# Pyay
Pyay, Prome o Pyè (birmano: ပြည်မြို့ [pjì mjo̰]; mon: ပြန် [prɔn]) es una localidad de Birmania, capital del distrito homónimo en la región de Bago. Dentro del distrito, es la capital del municipio homónimo.
En 2014 tenía una población de 134 861 habitantes, algo más de la mitad de la población municipal.
Se ubica junto a las ruinas de Sri Ksetra, una de las ciudades-estado de la civilización pyu. El asentamiento original fue destruido en 1057 por orden de Anawrahta para evitar su uso como fortaleza rebelde, tras lo cual el reino de Pagan creó la actual Pyay. La localidad fue anexionada por los británicos en 1853 durante la segunda guerra anglo-birmana y en 1874 pasó a ser cabecera municipal.
Se ubica a medio camino entre Rangún y Magway sobre la carretera 2, a orillas del río Irawadi.

## Clima
| Parámetros climáticos promedio de Pyay (1981–2010) | Parámetros climáticos promedio de Pyay (1981–2010) | Parámetros climáticos promedio de Pyay (1981–2010) | Parámetros climáticos promedio de Pyay (1981–2010) | Parámetros climáticos promedio de Pyay (1981–2010) | Parámetros climáticos promedio de Pyay (1981–2010) | Parámetros climáticos promedio de Pyay (1981–2010) | Parámetros climáticos promedio de Pyay (1981–2010) | Parámetros climáticos promedio de Pyay (1981–2010) | Parámetros climáticos promedio de Pyay (1981–2010) | Parámetros climáticos promedio de Pyay (1981–2010) | Parámetros climáticos promedio de Pyay (1981–2010) | Parámetros climáticos promedio de Pyay (1981–2010) | Parámetros climáticos promedio de Pyay (1981–2010) |
| Mes                                                | Ene.                                               | Feb.                                               | Mar.                                               | Abr.                                               | May.                                               | Jun.                                               | Jul.                                               | Ago.                                               | Sep.                                               | Oct.                                               | Nov.                                               | Dic.                                               | Anual                                              |
| -------------------------------------------------- | -------------------------------------------------- | -------------------------------------------------- | -------------------------------------------------- | -------------------------------------------------- | -------------------------------------------------- | -------------------------------------------------- | -------------------------------------------------- | -------------------------------------------------- | -------------------------------------------------- | -------------------------------------------------- | -------------------------------------------------- | -------------------------------------------------- | -------------------------------------------------- |
| Temp. máx. media (°C)                              | 32.2                                               | 35.1                                               | 37.6                                               | 38.7                                               | 36.0                                               | 31.9                                               | 31.0                                               | 31.0                                               | 32.3                                               | 33.5                                               | 32.7                                               | 31.5                                               | 33.6                                               |
| Temp. mín. media (°C)                              | 16.2                                               | 17.8                                               | 21.2                                               | 24.7                                               | 25.6                                               | 24.8                                               | 24.8                                               | 24.7                                               | 24.6                                               | 24.2                                               | 21.7                                               | 18.1                                               | 22.4                                               |
| Lluvias (mm)                                       | 1.5                                                | 0.9                                                | 5.1                                                | 27.3                                               | 145.1                                              | 234.8                                              | 198.0                                              | 227.5                                              | 205.7                                              | 124.0                                              | 56.0                                               | 1.5                                                | 1227.4                                             |
| Fuente: Norwegian Meteorological Institute         |                                                    |                                                    |                                                    |                                                    |                                                    |                                                    |                                                    |                                                    |                                                    |                                                    |                                                    |                                                    |                                                    |